# Mountain Brook

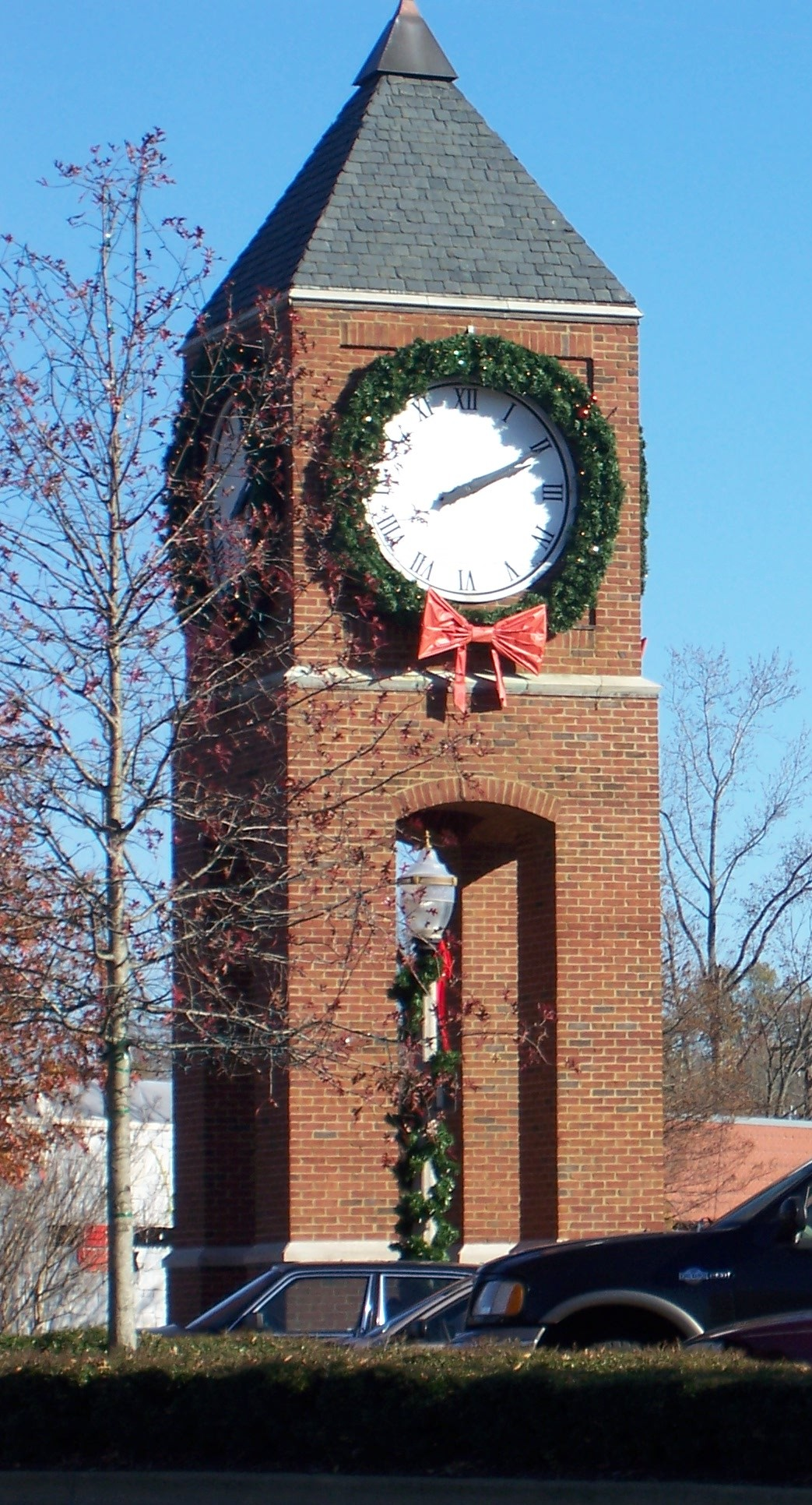
Cresline klokkentoren, Mountain Brook

Mountain Brook is een plaats gelegen in de Amerikaanse staat Alabama. Deze stad telde in 2004 20.747 inwoners (volgens de Amerikaanse volkstelling bureau; Bureau of the Census). Deze voorstad is gelegen onder de rook van de welvarende stad Birmingham (Alabama).
Mountain Brook is de woonplaats van onder anderen Courteney Cox, actrice van de Amerikaanse televisie komedieserie Friends. Ook de op Aruba vermiste Amerikaanse Natalee Holloway was woonachtig in deze stad.

## Geografie
Mountain Brook is gelegen op volgende coördinaten 33°29'13" Noord, 86°44'26" West.

## Demografie
In 2000 telde Mountain Brook 20.604 inwoners, 7998 huishoudens en 5974 families.
De bevolkingsdichtheid bedroeg in 2000: 649,9/km². 68% van de inwoners is getrouwd en woont samen. 5,5% van de vrouwelijk inwoners leeft zonder man. Een gemiddeld huishouden telt 2,57 persoenen en een gezin is bestaat gemiddeld uit 3,05 personen.
Het gemiddeld inkomen van de huishoudens bedraagt $100.483 en het gemiddeld inkomen van gezinnen bedraagt $122.647